# 1000-km-Rennen von Silverstone 1988

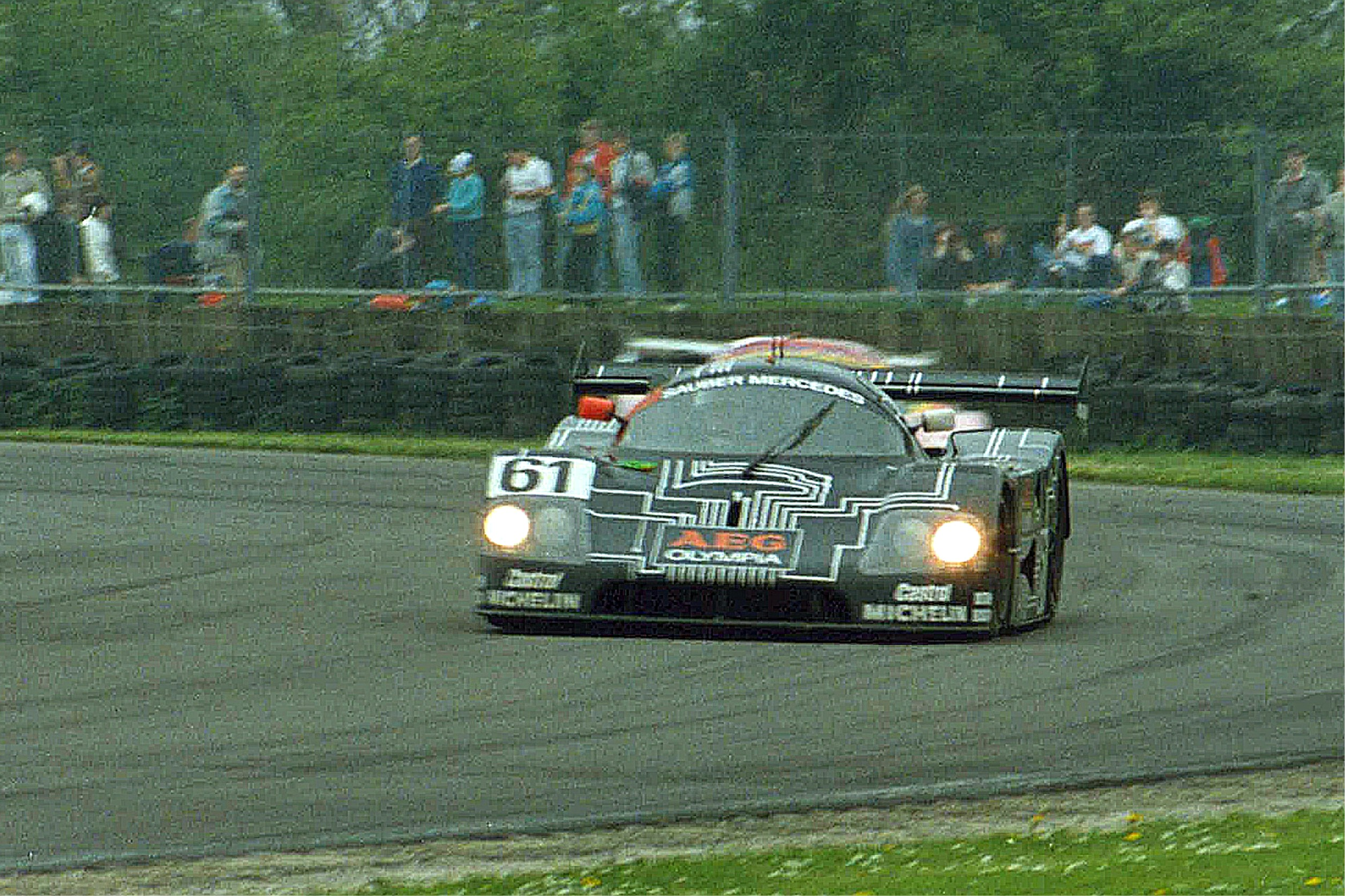
Der zweitplatzierte Sauber-Mercedes C9/88 von Jean-Louis Schlesser und Jochen Mass

Das 1000-km-Rennen von Silverstone 1988, auch Autosport 1000 kms, Silverstone Grand Prix Circuit, fand am 8. Mai auf dem Silverstone Circuit statt und war der vierte Wertungslauf der Sportwagen-Weltmeisterschaft dieses Jahres.

## Das Rennen
Der Zweikampf zwischen den Sauber-Mercedes C9/88 und den Werks-Jaguar XJR-9 um die Weltmeistertitel in der Sportwagen-Weltmeisterschaft 1988 endete in Silverstone mit dem dritten Jaguar-Sieg in Folge. Nach ihren Erfolgen beim 360-km-Rennen von Jarama und dem 1000-km-Rennen von Monza gewannen Eddie Cheever und Martin Brundle auch Silverstone. Im Ziel betrug der Vorsprung auf den Sauber von Jean-Louis Schlesser und Jochen Mass 36 Sekunden.

## Ergebnisse

### Schlussklassement
| 1               | C1  | 1    | Silk Cut Jaguar                | Eddie Cheever Martin Brundle                      | Jaguar XJR-9          | 210 |
| 2               | C1  | 61   | Team Sauber Mercedes           | Jean-Louis Schlesser Jochen Mass                  | Sauber-Mercedes C9/88 | 210 |
| 3               | C1  | 62   | Team Sauber Mercedes           | Mauro Baldi James Weaver                          | Sauber-Mercedes C9/88 | 208 |
| 4               | C1  | 7    | Blaupunkt-Joest Racing GmbH    | Bob Wollek Philippe Streiff David Hobbs           | Porsche 962C          | 205 |
| 5               | C1  | 8    | Joest Racing GmbH              | Frank Jelinski Stanley Dickens Louis Krages       | Porsche 962C          | 198 |
| 6               | C2  | 103  | BP Spice Engineering           | Thorkild Thyrring Almo Coppelli                   | Spice SE88C           | 191 |
| 7               | C1  | 40   | Swiss Team Salamin             | Antoine Salamin Hellmut Mundas Max Cohen-Olivar   | Porsche 962C          | 191 |
| 8               | C2  | 111  | BP Spice Engineering           | Gordon Spice Ray Bellm                            | Spice SE88C           | 189 |
| 9               | GTP | 201  | Mazdaspeed Co. Ltd.            | Dave Kennedy Yōjirō Terada Yoshimi Katayama       | Mazda 767             | 186 |
| 10              | C2  | 109  | Kelmar Racing                  | Pasquale Barberio Vito Veninata Ranieri Randaccio | Tiga GC288            | 181 |
| 11              | C2  | 123  | Charles Ivey Racing Team Istel | Tim Harvey Duncan Bain Chris Hodgetts             | Tiga GC287            | 180 |
| 12              | C2  | 107  | Chamberlain Engineering        | Claude Ballot-Léna Jean-Louis Ricci               | Spice SE88C           | 166 |
| 13              | C2  | 191  | P. C. Automotive               | Richard Piper Olindo Iacobelli                    | Argo JM19C            | 166 |
| 14              | C2  | 198  | Roy Baker Racing               | Chris Ashmore Mike Kimpton David Andrews          | Tiga GC286            | 166 |
| 15              | C2  | 178  | Louis Descartes                | Gérard Tremblay Michel Lateste Louis Descartes    | ALD 04                | 156 |
| 16              | C2  | 181  | Luigi Taverna Technoracing     | Luigi Taverna Fabio Magnani Roberto Ragazzi       | Olmas GLT-200         | 147 |
| Nicht klassiert |     |      |                                |                                                   |                       |     |
| 17              | C2  | 115  | A.D.A. Engineering             | Tom Dodd-Noble Stefano Sebastiani Colin Pool      | ADA 03                | 129 |
| Disqualifiziert |     |      |                                |                                                   |                       |     |
| 18              | C1  | 14   | Richard Lloyd Racing           | Derek Bell Tiff Needell                           | Porsche 962C GTi      | 205 |
| Ausgefallen     |     |      |                                |                                                   |                       |     |
| 19              | C1  | 2T   | Silk Cut Jaguar                | Jan Lammers Johnny Dumfries                       | Jaguar XJR-9          | 204 |
| 20              | C2  | 112  | FAI Automotive                 | Sean Walker Paul Stott Evan Clements              | Tiga GC287            | 73  |
| 21              | C1  | 10   | Porsche Kremer Racing          | Kris Nissen Harald Grohs                          | Porsche 962C          | 72  |
| 22              | C1  | 42   | Unigestion Team                | Bernard Santal Jacques Guillot Noël del Bello     | Sauber C8             | 69  |
| 23              | C2  | 177  | Louis Descartes                | Dominique Lacaud Michel Lateste                   | ALD 03                | 67  |
| 24              | C2  | 131  | G.P. Motorsport                | Costas Los Wayne Taylor                           | Spice SE87C           | 50  |
| 25              | C2  | 127  | Chamberlain Engineering        | Nick Adams Ian Khan                               | Spice SE86C           | 40  |
| 26              | C1  | 24   | Dollop Racing                  | Jean-Pierre Frey Nicola Marozzo                   | Lancia LC2/88         | 28  |
| 27              | C2  | 117  | Team Lucky Strike Schanche     | Will Hoy Martin Schanche                          | Argo JM19C            | 4   |
| Nicht gestartet |     |      |                                |                                                   |                       |     |
| 28              | C1  | 2    | Silk Cut Jaguar                | Jan Lammers Johnny Dumfries                       | Jaguar XJR-9          | 1   |
| 29              | C1  | 61T  | Team Sauber Mercedes           | Jean-Louis Schlesser                              | Sauber-Mercedes C9/88 | 2   |
| 30              | C2  | 123T | Charles Ivey Racing            | Duncan Bain Chris Hodgetts Tim Harvey             | Tiga GC287            | 3   |
| 31              | C2  | 101  | Dollop Racing                  | Jean-Pierre Frey Nicola Marozzo                   | Argo JM19B            | 4   |

1 starteten im Ersatzwagen
2 Ersatzwagen
3 Ersatzwagen
4 starteten im Lancia LC2/88

### Nur in der Meldeliste
Hier finden sich Teams, Fahrer und Fahrzeuge, die ursprünglich für das Rennen gemeldet waren, aber aus den unterschiedlichsten Gründen daran nicht teilnahmen.
| Pos. | Klasse | Nr. | Team                        | Fahrer                                      | Chassis        |
| ---- | ------ | --- | --------------------------- | ------------------------------------------- | -------------- |
| 32   | C1     |     | Primagaz Competition        | Yves Courage                                | Cougar C20B    |
| 33   | C1     |     | Brun Motorsport             |                                             | Porsche 962C   |
| 34   | C1     |     | Brun Motorsport             |                                             | Porsche 962C   |
| 35   | C1     | 3   | Silk Cut Jaguar             | John Watson Raul Boesel                     | Jaguar XJR-9   |
| 36   | C1     | 20  | Team Davey                  | Tim Lee-Davey Val Musetti                   | Tiga GC87      |
| 37   | C2     | 110 | G.K.W. Motorsport           | Claude Haldi                                | GKW 862P       |
| 38   | C2     | 134 | American Alloy Engines      | Slim Borgudd                                | Tiga GC286     |
| 39   | C2     | 160 | Günther Gebhardt Motorsport | Günther Gebhardt Rudi Seher Hellmut Mundas  | Gebhardt JC873 |
| 40   | C2     | 199 | Ratcliffe Dune Motorsport   | Andrew Ratcliffe John Brindley John Sheldon | Tiga GC287     |

### Klassensieger
| Klasse | Fahrer            | Fahrer        | Fahrer           | Fahrzeug     | Platzierung im Gesamtklassement |
| ------ | ----------------- | ------------- | ---------------- | ------------ | ------------------------------- |
| C1     | Martin Brundle    | Eddie Cheever |                  | Jaguar XJR-9 | Gesamtsieg                      |
| C2     | Thorkild Thyrring | Almo Coppelli |                  | Spice SE88C  | Rang 6                          |
| GTP    | Dave Kennedy      | Yōjirō Terada | Yoshimi Katayama | Mazda 767    | Rang 9                          |

### Renndaten
- Gemeldet: 40
- Gestartet: 27
- Gewertet: 16
- Rennklassen: 3
- Zuschauer: 35.000
- Wetter am Renntag: warm und trocken
- Streckenlänge: 4,778 km
- Fahrzeit des Siegerteams: 4:50:48,590 Stunden
- Gesamtrunden des Siegerteams: 210
- Gesamtdistanz des Siegerteams: 1003,410 km
- Siegerschnitt: 207,024 km/h
- Pole Position: Jean-Louis Schlesser – Sauber-Mercedes C9/88 (#61) – 1:15,020 = 229,290 km/h
- Schnellste Rennrunde: Mauro Baldi – Sauber-Mercedes C9/88 (#62) – 1:18,240 = 219,852 km/h
- Rennserie: 4. Lauf zur Sportwagen-Weltmeisterschaft 1988